# Hugo Kersten
Hugo Kersten (* 12. Dezember 1892 in Danzig; † 5. Oktober 1919 in Berlin-Schöneberg) war ein deutscher Schriftsteller und Publizist, der einen „impertinenten Expressionismus“ vertrat. Während des Ersten Weltkrieges lebte er in der Schweiz. Er arbeitete mit Emil Szittya zusammen, dessen Buch Spaziergang mit manchmal Unnützigem (1920) ihm gewidmet ist. 1915 gaben sie zusammen die kurzlebige Zeitschrift Der Mistral heraus, deren Nr. 2 den Untertitel: Literarische Kriegszeitung trägt. Die Herausgabe der einzigen Werksammlung des Verfassers besorgte Michael Stark.

„Als wir, Hugo Kersten und ich, 1915 in Zürich die erste europäische Zeitschrift Mistral während des Krieges gründeten, ernteten wir nicht nur von der ganzen Schweizer Presse Hohn, sondern unsere Zeitschrift, die wieder aus allen Weltteilen Menschen vereinigte, wurde leider erst später ernst genommen.“

## Werke
Impertinenter Expressionismus. Stuttgart: Akademischer Verlag 1980. Herausgegeben und mit Nachwort versehen von Michael Stark (Stuttgarter Nachdrucke zur Literatur des 19. und 20. Jahrhunderts)